# Helga Hahnemann
Pour les articles homonymes, voir Hahnemann.
Helga Hahnemann, aussi connue sous les noms de « Henne » (La Poule) et « Big Helga », née à Berlin le 8 septembre 1937 et morte à Berlin-Buch le 20 novembre 1991, est une artiste allemande et est-allemande, à la fois comédienne et chanteuse.

## Biographie
Helga Hahnemann fit ses débuts en 1959 au Moulin à poivre de Leipzig.
Elle est aussi une chanteuse de schlager.